# Corno Grande
Corno Grande (inna nazwa Monto Corne) – najwyższy szczyt Apeninów. Znajduje się w masywie Gran Sasso d’Italia, ma wysokość 2912 m n.p.m. i jest szóstym pod względem wybitności szczytem Europy (MDW 2476 m). Nazwa w języku włoskim oznacza „Wielki Róg”.
Góra zbudowana jest głównie z wapieni, a na północnym stoku znajduje się mały lodowiec. W pogodne dni ze szczytu widać Morze Adriatyckie.
Pierwsze wejście: 19 sierpnia 1573 r., Franciszek De Marchi. Pierwsze wejście zimą: 9 stycznia 1880, Corradino Sella i Gaudencio Sella. Polacy: 9 maja 1926 r., Marian Sokołowski.